# Nostima spilogaster
Nostima spilogaster är en tvåvingeart som beskrevs av Cresson 1947. Nostima spilogaster ingår i släktet Nostima och familjen vattenflugor. Inga underarter finns listade i Catalogue of Life.